# Joseph de Guignes
Joseph de Guignes (* 19. Oktober 1721 in Pontoise; † 19. März 1800 in Paris) war ein französischer Orientalist und Sinologe.

## Leben und Werk
Joseph de Guignes studierte seit 1736 in Paris unter Étienne Fourmont orientalische Sprachen. Nach dem Tod seines Lehrers wurde er an dessen Stelle 1745 bei der königlichen Bibliothek als orientalischer Dolmetscher angestellt. 1752 wurde er Mitglied der Royal Society in London, 1754 Mitglied der Akademie der Inschriften und schönen Wissenschaften in Paris und 1757 als Nachfolger von Augustin François Jault Professor der syrischen Sprache am Collège royal. Daraufhin erhielt er den Posten eines königlichen Zensors und wurde 1769 Aufseher der Antiquitätensammlung im Louvre sowie später noch Mitglied der Kommission der Notices et extraits des manuscrits und der des Journal des savants. Durch die Revolution verlor er seine Anstellung und fast sein gesamtes Vermögen. Er starb am 19. März 1800 im Alter von 78 Jahren in Paris in „großer Dürftigkeit“ (Armut).
Mit besonderem Eifer betrieb Guignes das Studium der chinesischen Sprache. Indem er die chinesischen Schriftzeichen mit den Schriftzügen antiken Völker des Abendlandes verglich, kam er auf die unhaltbare Hypothese, die jedoch gleich bei ihrem Erscheinen von Seiten eines seiner Mitschüler Fourmonts, Michel-Ange-André Le Roux Deshauterayes, Widerspruch fand, dass nämlich die chinesischen Zeichen nur eine Art Monogramm seien, gebildet aus den ägyptischen Buchstaben, und dass einst China durch eine ägyptische Kolonie besiedelt worden sei. Zu vergleichen sind hierbei sein Mémoire dans lequel on prouve que les Chinois sont une colonie égyptienne (Paris 1759) und die Gegenschrift Deshauterayes’ Doutes sur la dissertation de M. de Guignes qui a pour titre : « Mémoire … » (Paris 1759).
Guignes’ Hauptwerk ist die Histoire générale des Huns, des Turcs, des Mogols, et des autres Tartares occidentaux … avant et depuis Jésus-Christ et jusqu’à présent (4 Teile in 5 Bänden, Paris 1756–1758). In diesem Werk trug er mit großem Fleiß, aber wenig Kritik reiche Materialien aus wichtigen, damals meist noch unbekannten morgenländischen Quellen zusammen. Die zahllosen Recherchen und nächtlichen Studien zur Abfassung des enormen Werks führten zur Erschöpfung von Guignes’ Kräften. In dieser gesundheitlichen Krise pflegte ihn seine Gattin, eine geborene Hochereau de Gassonville, wie auch bei anderen Gelegenheiten aufopfernd. Seine Arbeit wurde bald ein bedeutendes Nachschlagewerk für Historiker, die sich für die Geschichte Zentralasiens und die Beziehungen zwischen abend- und morgenländischer Geschichte in antiker und neuerer Zeit interessierten. Edward Gibbon machte etwa davon für seine History of the Decline and Fall of the Roman Empire (1776–89) ausgiebig Gebrauch. Eine Art Vorläufer von Guignes’ Hauptwerk bildet seine Mémoire historique sur l’origine des Huns et des Turcs (Paris 1748). Eine Ergänzung zu ersterem Werk gab Joseph Senkovski heraus unter dem Titel Supplément à l’histoire générale des Huns, des Turcs et des Mogols (Sankt Petersburg 1824).
Weitere Werke Guignes’ sind Abrégé de la vie d’Étienne Fourmont, avec la notice de ses ouvrages (Paris 1747), Principes de composition typographique (Eine Anweisung für den Satz orientalischer Schriften, Paris 1790), sowie die Ausgaben mehrerer Übersetzungen französischer Missionare, so u. a. L’Éloge de la ville Moukden des Pater Amyot (Paris 1770) und Shujing des Pater Gaubil (Paris 1771). Außerdem hinterließ er zahlreiche ungedruckte Manuskripte, über die sein Sohn Chrétien-Louis-Joseph de Guignes in der Voyage à Peking ein detailliertes Verzeichnis gegeben hat, sowie viele Abhandlungen und Notizen in dem Journal des savants, den Mémoires de l’académie des inscriptions et belles-lettres, den Notices et extraits des manuscrits de la bibliothèque royale und anderen Zeitschriften.

## Übersetzungen ins Deutsche
- Allgemeine Geschichte der Hunnen und Türken, der Mogols und anderer occidentalischen Tartarn, vor und nach Christi Geburt bis auf jetzige Zeiten: Aus den Chinesischen Büchern und Orientalischen Handschriften der Königl. Bibliothek in Paris verfasset. Aus dem Französischen übersetzt von Johann Carl Dähnert, Königl. Prof. und Bibliothekar in Greifswald. Röse, 4 Bände, 1769–1771. (Histoire générale des Huns, des Turcs, des Mogols, et des autres Tartares occidentaux, &c. avant et depuis Jesus-Christ jusqu'à présent : précédée d'une introduction contenant des tables chronol. & historiques des princes qui ont regné dans l'Asie; ouvrage tiré des livres chinois, & des manuscrits orientaux de la Bibliothèque du Roi).
- Historischer Versuch über den Ursprung orientalischer Schriften, die sich in der königlichen Bibliothek zu Paris befinden. Ueber die Bücher welche in arabischer, syrischer, armenischer Sprache zu Paris gedruckt worden sind. Und über die griechischen Schriften Königs Franz I. Hildburghausen, 1790 (Digitalisat).